# 1194 Алетта
1194 Алетта (1931 JG, 1946 KC, 1962 SB, 1194 Aletta) — астероїд головного поясу, відкритий 13 травня 1931 року.
Тіссеранів параметр щодо Юпітера — 3,250.